# Zou (Benin)
7°11′N 1°59′Ø / 7.183°N 1.983°Ø
Zou er et departement i Benin. Det ligger centralt i den sydlige del af landet og grænser til departementerne Collines, Plateau, Ouémé, Atlantique og Kouffo. Desuden grænser det til landet Togo mod vest.
De Kongelige paladser i Abomey i departementets hovedstad er på UNESCOs liste over verdensarven.

## Administrativ inddeling
Zou er inddelt  i ni kommuner. 
1. Abomey
2. Agbangnizoun
3. Bohicon
4. Cové
5. Djidja
6. Ouinhi
7. Za-Kpota
8. Zangnanado
9. Zogbodomey